# D.A.R.Y.L.
D.A.R.Y.L. es una película estadounidense de ciencia ficción, dirigida por Simon Wincer, y estrenada el 14 de junio de 1985. Fue escrita por David Ambrose, Allan Scott y Jeffrey Ellis. La banda sonora original fue compuesta por Marvin Hamlisch.

## Argumento
Daryl (acrónimo de Data Analyzing Robot Youth Lifeform) (Barret Oliver) es un experimento de Inteligencia artificial creado por el gobierno bajo la dirección del Doctor Jeffrey Stewart. Físicamente es indistinguible de un niño de 10 años, pero su cerebro es en realidad un microordenador con capacidades únicas. El experimento D.A.R.Y.L., fue financiado por los militares con la intención de crear un "super-soldado". Uno de los científicos involucrados en el proyecto, decide liberar a Daryl, pero es asesinado en el proceso.
Daryl escapa, y es encontrado vagando por una pareja de ancianos quienes lo llevan a un orfanato. Daryl padece de amnesia, y solo recuerda su nombre. Un joven matrimonio decide acogerlo hasta que sus padres aparezcan. Daryl demuestra tener unas cualidades fuera de lo común, como en el béisbol, y en los videojuegos. Sin embargo el gobierno lo encuentra.

## Reparto
| Actor          | Personaje                                        |
| -------------- | ------------------------------------------------ |
| Barret Oliver  | Daryl                                            |
| Mary Beth Hurt | Joyce Richardson                                 |
| Michael McKean | Andy Richardson                                  |
| Kathryn Walker | Dra. Ellen Lamb                                  |
| Colleen Camp   | Elaine Fox                                       |
| Josef Sommer   | Dr. Jeffrey Stewart                              |
| Ron Frazier    | Gral. Graycliffe                                 |
| Amely Breton   | Dra. Jessie                                      |
| Steve Ryan     | Howie Fox                                        |
| David Wohl     | Sr. Nesbitt                                      |
| Danny Corkill  | Turtle Fox (Tortuga en la edición en castellano) |
| Amy Linker     | Sherie Lee Fox                                   |

## Recepción
La obra cinematográfica fue un fracaso comercial.

## Premios
Por su interpretación en esta película, Barret Oliver ganó un Premio Saturn.